# TMEM243
TMEM243 (англ. Transmembrane protein 243) – білок, який кодується однойменним геном, розташованим у людей на 7-й хромосомі. Довжина поліпептидного ланцюга білка становить 118 амінокислот, а молекулярна маса — 13 391.
| 10         |  | 20         |  | 30         |  | 40         |  | 50         |
| ---------- |  | ---------- |  | ---------- |  | ---------- |  | ---------- |
| MEDFATRTYG |  | TSGLDNRPLF |  | GETSAKDRII |  | NLVVGSLTSL |  | LILVTLISAF |
| VFPQLPPKPL |  | NIFFAVCISL |  | SSITACILIY |  | WYRQGDLEPK |  | FRKLIYYIIF |
| SIIMLCICAN |  | LYFHDVGR   |  |            |  |            |  |            |

A: Аланін

C: Цистеїн

D: Аспарагінова кислота

E: Глутамінова кислота

F: Фенілаланін

G: Гліцин

H: Гістидин

I: Ізолейцин

K: Лізин

L: Лейцин

M: Метіонін

N: Аспарагін

P: Пролін

Q: Глутамін

R: Аргінін

S: Серин

T: Треонін

V: Валін

W: Триптофан

Задіяний у такому біологічному процесі, як ацетилювання. 
Локалізований у мембрані.